# Siganus punctatus
Siganus punctatus es una especie de peces marinos de la familia Siganidae, orden Perciformes, suborden Acanthuroidei. 
Su nombre más común en inglés es Gold-spotted rabbitfish, o pez conejo moteado dorado.

## Morfología
El cuerpo de los Siganidos es medianamente alto, muy comprimido lateralmente. Visto de perfil recuerda una elipse. La boca es terminal, muy pequeña, con mandíbulas no protráctiles. 
La coloración base de la cabeza, el cuerpo y las aletas, es azul-grisáceo pálido. Tanto la cabeza como el cuerpo están decorados con un patrón de motas irregulares, dispuestas muy próximas, de color marrón anaranjado. La aleta dorsal y la anal están ribeteadas en el mismo color que las motas. Cambian el patrón de coloración con la edad, los juveniles tienen una mancha oscura sobre la línea lateral. Los adultos tienen, en ocasiones, una sombra oscura ovalada delante del extremo superior del opérculo branquial.
Cuentan con 13 espinas y 10 radios blandos dorsales, precedidos por una espina corta saliente, a veces ligeramente sobresaliente, y otras totalmente oculta. La aleta anal cuenta con 7 fuertes espinas y 9 radios blandos. Las aletas pélvicas tienen 2 espinas, con 3 radios blandos entre ellas, característica única y distintiva de esta familia. Las espinas de las aletas tienen dos huecos laterales que contienen glándulas venenosas.
El tamaño máximo de longitud es de 40 cm, aunque el tamaño medio de adulto es de 30 cm.

## Reproducción
Alcanzan la madurez con 24 cm de longitud. Son ovíparos y de fertilización externa. Los huevos son adhesivos. El desove se produce al oscurecer, en los meses calurosos, coincidiendo con el ciclo lunar, en luna nueva, o llena, o en las dos. Desovan en parejas.
Una vez eclosionan los huevos no cuidan a sus alevines. Poseen un estado larval planctónico, y desarrollan un estado postlarval, característico del suborden Acanthuroidei, llamado acronurus, en el que los individuos son transparentes, y se mantienen en estado pelágico durante un periodo extendido antes de establecerse en el hábitat definitivo, y adoptar entonces la forma y color de juveniles, para posteriormente evolucionar a la coloración de adultos.

## Alimentación
Son principalmente herbívoros. Progresan de alimentarse de fitoplancton y zooplancton, como larvas, a alimentarse de macroalgas, algas herbáceas y pastos marinos.

## Hábitat y comportamiento
Habitan en aguas tropicales, asociados a arrecifes de coral, en lagunas y arrecifes exteriores. 
Son diurnos, y por la noche duermen en grietas, desarrollando una coloración específica de camuflaje, en tonos pardos, y apagando sus vivos colores, en un ejercicio de cripsis, que también desarrollan cuando están estresados.
Su rango de profundidad es entre 1 y 40 m, aunque se reportan localizaciones entre 0,5 y 71 m, y en un rango de temperatura entre 24.49 y 29.33 °C.
De adultos ocurren en parejas. Los juveniles forman escuelas de hasta 50 individuos. Comienzan a emparejarse con 15 cm de largo, aunque pueden permanecer en la escuela hasta los 22 cm. Los adultos frecuentan arrecifes profundos y los juveniles estuarios soleados.

## Distribución geográfica
Estos peces se encuentran en el océano Pacífico oeste y central, desde el límite este del Índico hasta Kiribati.
Está presente en Australia, Camboya, Cocos, Filipinas, Fiyi, Guam, Indonesia, Japón, Kiribati, Malasia, islas Marianas del Norte, islas Marshall, Micronesia, Nauru, Niue, Nueva Caledonia, islas Ogasawara, Palaos, Papúa Nueva Guinea, islas Ryukyu, islas Salomón, Samoa, Samoa Americana, Singapur, Tailandia, Taiwán, Tonga y Vanuatu. Siendo cuestionable su presencia en India y Maldivas.

## Galería

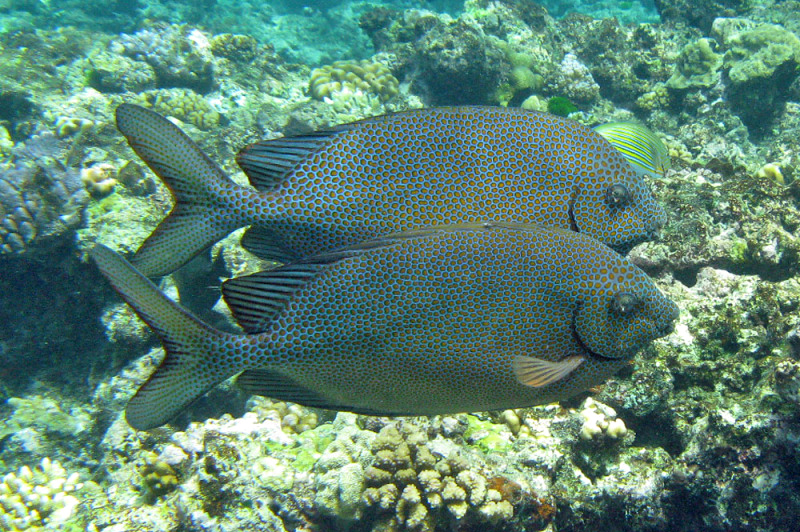
Pareja de Siganus punctatus en Cod Hole, cerca de isla Lizard, Australia
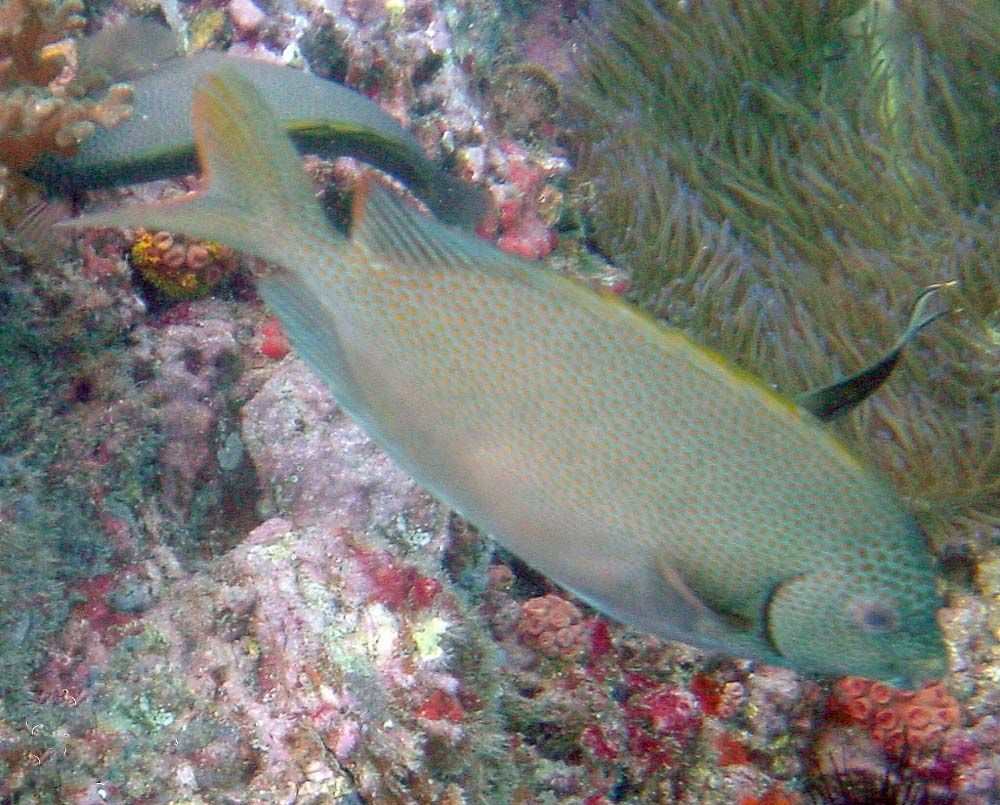
S. punctatus en Koh Phangan, Tailandia
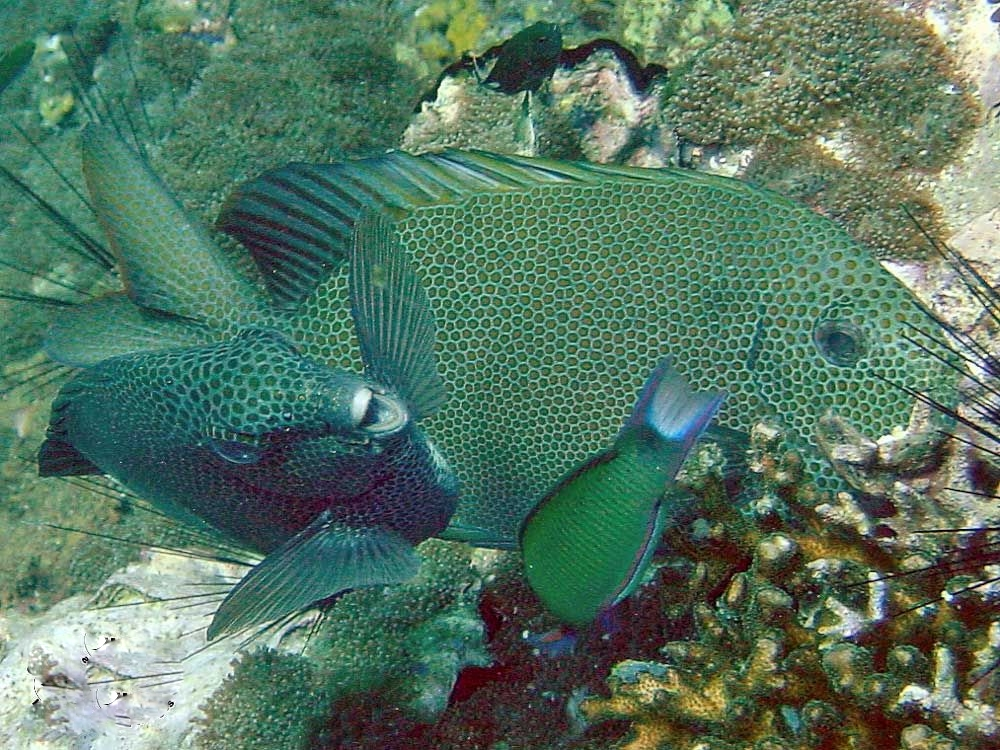
S. punctatus, Koh Phangan
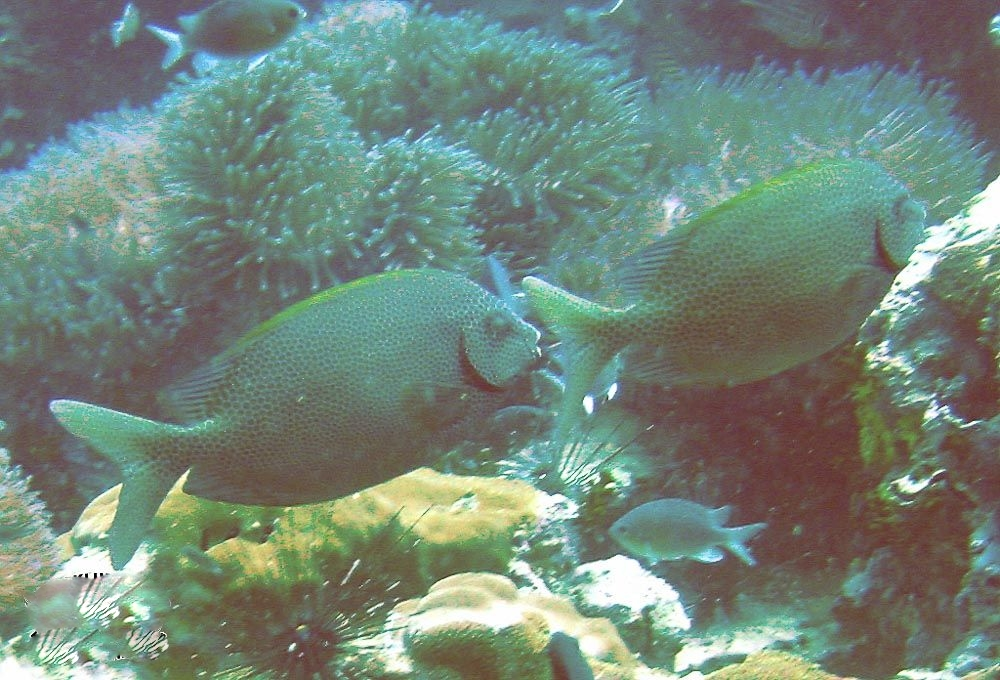
Pareja de S. punctatus
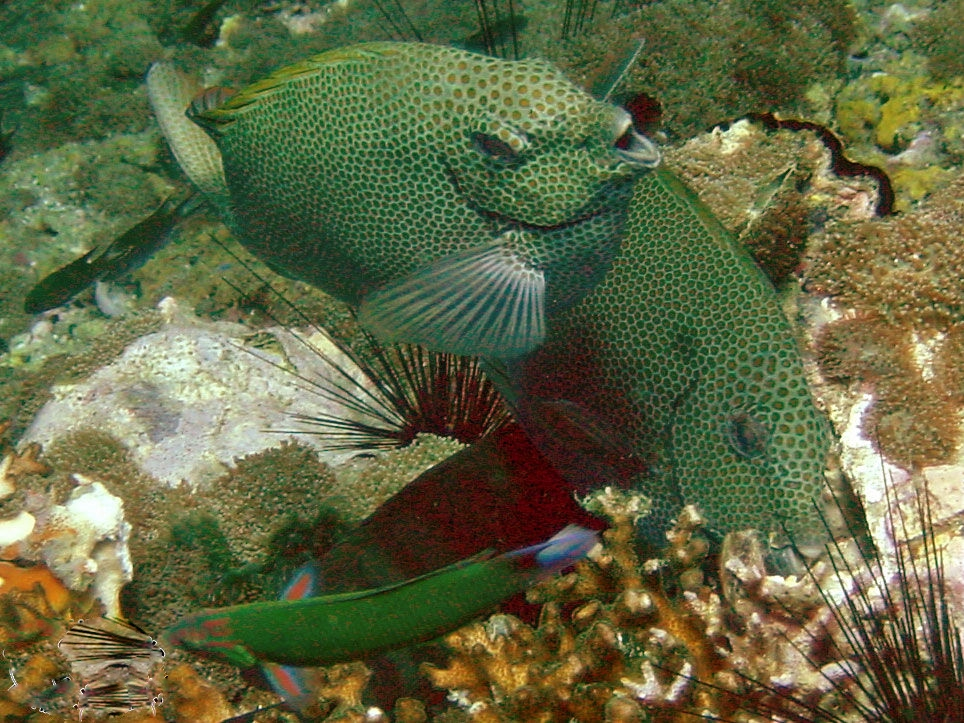
S. punctatus, Koh Phangan